# سالبادور بي لوبيز
سالبادور بي لوبيز هو صحفي ودبلوماسي فلبيني، ولد في 27 مايو 1911 في Currimao ‏ في الفلبين، وتوفي في 18 أكتوبر 1993 في مانيلا في الفلبين.